# William Douglas, VI conte di Morton
William Douglas VI conte di Morton (1540 circa – 1606) è stato un nobile scozzese.

## La vita
William Douglas nacque attorno al 1540 da Robert Douglas di Lochleven e Margaret Erskine che era stata amante di Giacomo V di Scozia.
Grazie alla precedente relazione della madre William era fratellastro di James Stewart, conte di Moray che fu Reggente di Scozia dal 1567 alla morte avvenuta per omicidio tre anni dopo. William era cugino anche di un altro reggente, James Douglas, IV conte di Morton, con il quale lavorò a stretto contatto. Suo padre Robert rimase ucciso alla Battaglia di Pinkie Cleugh del 1547 e sette anni dopo William si sposò con Agnes Leslie una giovane appartenente a una famiglia che si distinse entro la Riforma scozzese.
William era il proprietario del Castello di Loch Leven lo stesso dove nell'aprile 1563 Maria Stuarda incontrò John Knox, già dal 1546 William e la madre avevano costruito l'edificio noto come la Newhouse of Lochleven sulle rive del lago omonimo là dove oggi sorge la Kinross House. La Newhouse andò a rimpiazzare il castello, sito su un'isola, quale centro della proprietà.
Nel giugno 1567 a seguito della Battaglia di Carberry Hill Maria fu costretta ad abdicare in favore del figlio Giacomo VI di Scozia e portata al castello, a tal proposito William redasse un documento del mese di luglio in cui affermava di non essere presenza al momento della sua rinuncia alla corona, che non ne sapeva nulla e che si era offerto di portare l'ex regina al Castello di Stirling per assistere all'incoronazione del figlio che avrebbe avuto luogo il 29 del mese, offerta che Maria rifiutò. Anche Maria firmò tale documento, ma anni dopo affermò che William era uno dei nemici che si era lasciata in Scozia e che egli doveva aver assistito al fatto che fosse stata forzata a lasciare la corona. Il governo scozzese, diretto dal suo fratellastro, diede a William una somma considerevole perché teneva l'ex-regina presso di sé.
La moglie di William, Agnes, divenne la principale fonte di compagnia di Maria per i dieci mesi e mezzo che passò in prigionia al castello e l'accompagnava a passeggiare durante il giorno e spesso stava con lei anche di notte. Durante la nascita di uno dei loro figli, mentre Agnes era a letto per riprendersi dal parto Maria ebbe decisamente più libertà di movimento e il 2 maggio 1568 scappò da Loch Leven con l'aiuto del fratello di William, George e un cugino che viveva lì.
Nel 1581 il titolo di Conte di Morton, allora di pertinenza del reggente James Douglas, IV conte di Morton fu fatto cadere quando lo stesso Douglas venne arrestato e giustiziato e il titolo andò per breve tempo nelle mani di John Maxwell, VII Signore di Maxwell, un nipote del terzo conte. Durante il processo a Douglas a William e ad altri membri della famiglia non fu permesso di avvicinarsi alla capitale e fu ordinato loro di andare a vivere a nord del villaggio di Cromarty.
Un anno dopo William fu fra coloro che partecipò al Raid di Ruthven, un progetto che prevedeva il rapimento di Giacomo VI, i congiurati vennero sconfitti e William venne esiliato a La Rochelle, in Francia ritornando solo nel 1586.
Secondo lo storico del XVII secolo David Hume di Godscroft Agnes scrisse al marito per chiedergli di ingiungere al loro figlio Robert di non partecipare a una spedizione volta a prendere il Castello di Stirling ordita nel 1584 giacché l'impresa, se falliva, poteva rovinare tutti. William non si dichiarò d'accordo, Robert e uno dei loro generi vennero esiliati in Francia e persero la vita in un presunto scontro con dei pirati.
Nel 1586 il re concesse ai Douglas di tornare in possesso del titolo di Conte di Morton e due anni dopo, alla morte di Archibald Douglas, VIII conte di Angus, William ne ereditò il titolo. Il contado di Morton portò loro nuove terre e castelli come il Dalkeith Palace, il Castello di Aberdour, le terre attorno a Auchterhouse e il Castello di Drochil.
William morì nel 1606, nello stesso anno in cui morì la moglie.

## Il matrimonio e i figli
Il 26 novembre 1544 William sposò Agnes Leslie, una diretta discendente, per via materna, di Giacomo II di Scozia, insieme i due ebbero undici figli:
- Christian Douglas che in seconde nozze sposò Alexander Home, I conte di Home
- Robert Douglas (disperso in mare marzo 1585), suo figlio fu William Douglas, VII conte di Morton
- James Douglas, Abate presso l'Abbazia di Melrose
- Archibald Douglas di Kilmour (morto 1649)
- George Douglas di Kirkness (morto dicembre 1609)
- Euphemia Douglas di Morton, sposò Thomas Lyon
- Agnes Douglas, sposò Archibald Campbell, VII conte di Argyll
- Elizabeth Douglas di Morton, sposò Francis Hay, IX conte di Erroll
- Jean Douglas di Morton
- Mary Douglas di Morton
- Margaret Douglas di Morton